# Épées croisées
Les « épées croisées » sont un symbole d'origine militaire pouvant désigner un champ de bataille (sur une carte) ou « tué au combat ».
Son Unicode est 2694, représenté par le caractère ⚔.

## Usages
En généalogie le caractère « ⚔ » peut donc remplacer le caractère « + » pour le décès d’une personne morte au combat. 
Ce motif guerrier est utilisé couramment en phaléristique (décorations), en vexillologie (drapeaux) et en héraldique (blasons).  

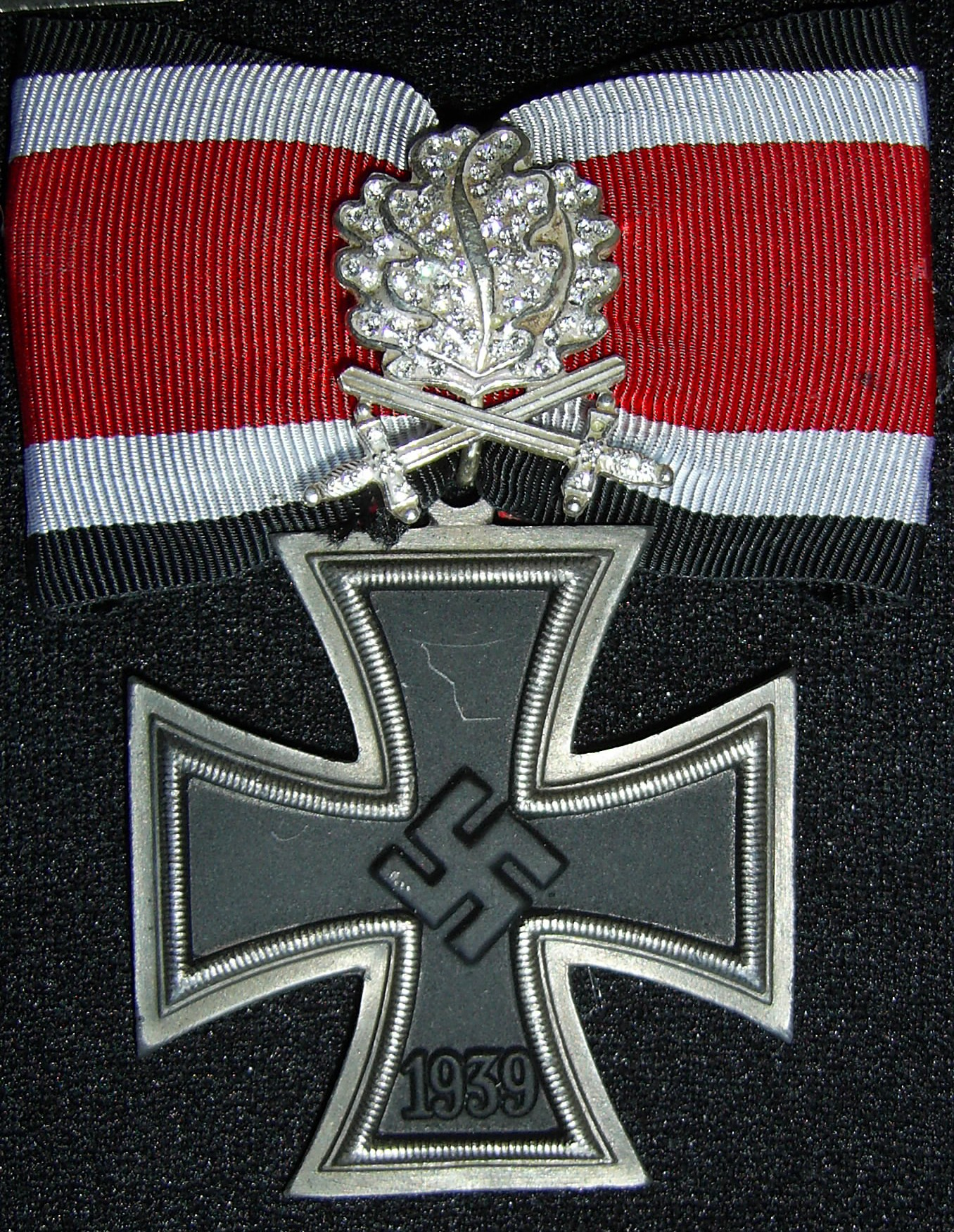
Croix de chevalier de la croix de fer avec feuilles de chêne, glaives et brillants (Allemagne, 1939).
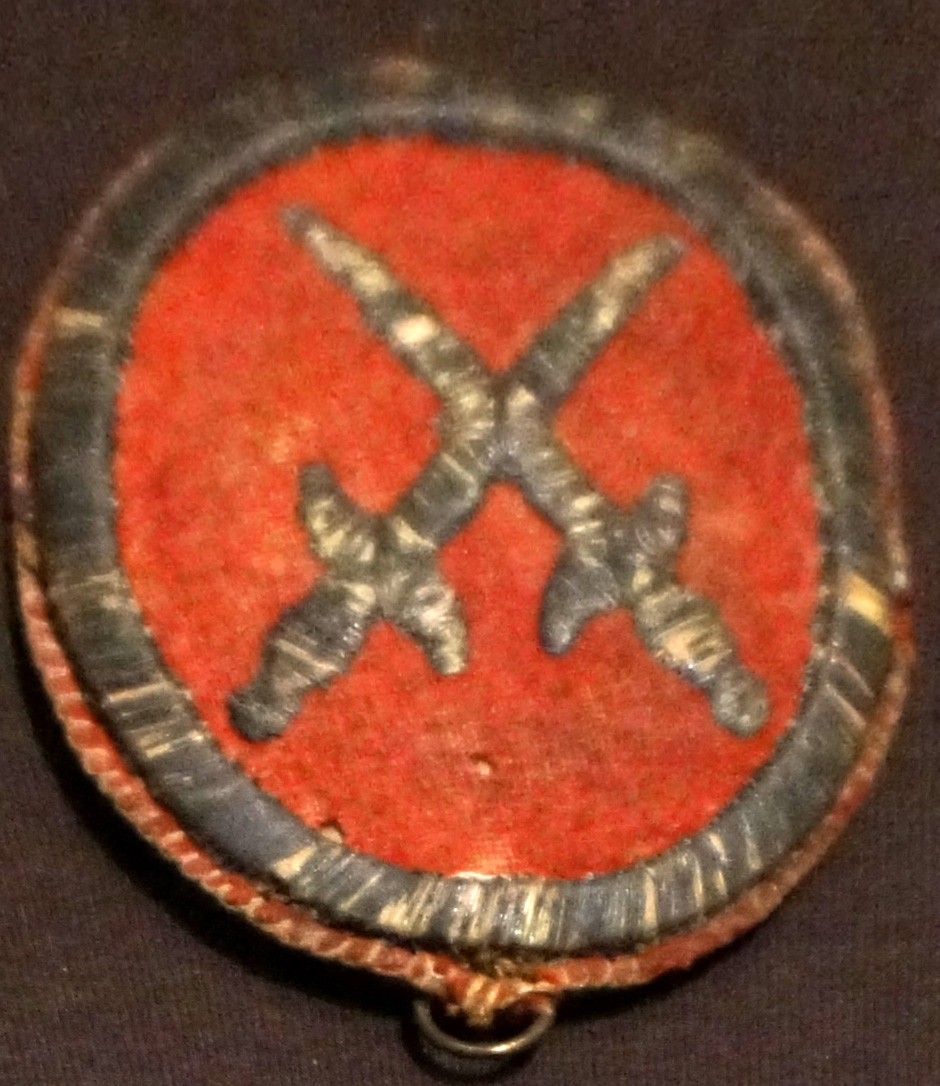
Le médaillon des deux épées (France).
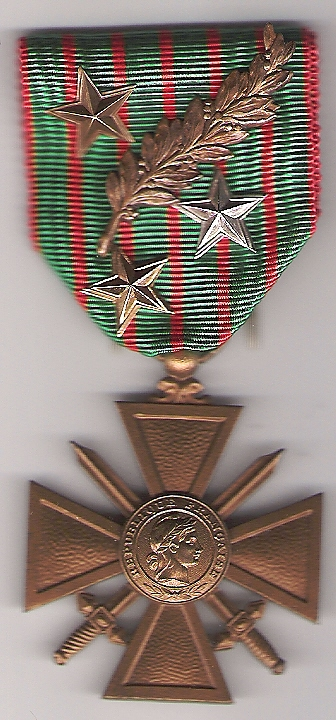
La croix de guerre 1914-1918 (France).
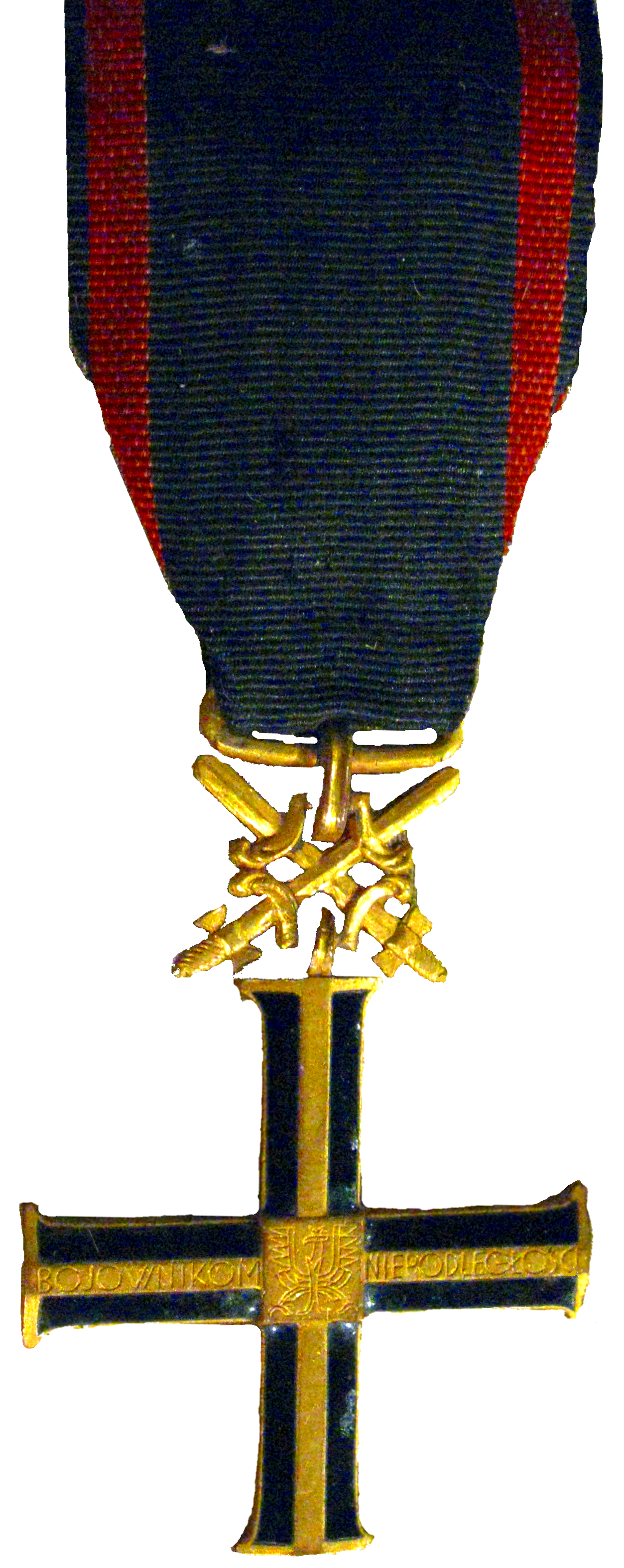
La croix de l’Indépendance avec épées (Pologne).
Insigne de la croix de l’Indépendance avec épées (Pologne).

Drapeau de la British Army (Royaume-Uni).
Drapeau de l’armée de l’Inde.

En héraldique les deux épées croisées sont dites en sautoir.

Armes de l’archimaréchal du Saint-Empire romain germanique.
Armoiries des évêques de Londres.
Armes du 7e arrondissement de Paris, où se trouve l’École militaire.
Armes de la commune de Bressolles (Ain) : de gueules aux deux épées d’or garnies d’argent passées en sautoir.
Armes du général-baron Guillaume Dauture (1813) : d’azur à deux épées en sautoir d’argent ; au comble d’or chargé de trois étoiles d’azur ; au franc-quartier des barons militaires.